# 魔杖
魔杖（又名：法杖、魔法棒）是魔法师、女巫、术士等职业施展法力所用的辅助道具。施法者自身可配合魔杖的属性最大限度的发挥其作用，每一支魔杖都是独一无二的。
魔杖均由自身的力量来选择适合自己的主人，如果法师选择的魔杖并不适合自己驾御，其施展出的魔法将起到副作用，甚至根本无法施法，但法力高强的魔法师可使用各种不同的魔杖。
魔杖是代表权利和生殖的标志，是生殖崇拜的象征。有些魔杖的末端会被雕刻成阳具的形状，另外一些则被雕刻成松果的形状，因为松果通常被认为代表阳具。在巫术中，魔杖可以储存巫术仪式中聚集起来的能量，并且在需要的时间和场合时将这些能量释放出来。

## 魔杖的结构
魔杖主要由杖木和杖芯这两个部分组成，有些魔杖并不一定都是杖木，还有的是锡杖与钢杖。
普遍来说大多魔杖的杖柄都是木制的，对此也有严格的标准，所采用的木材决定了魔杖所独有的特性，如果用普通的木材来制作的话，将降低了魔法的力量。常见的木材都为梨树、白桦、银杏、橡树、棕榈、白杨等。
杖芯是整个魔杖的能量核心，它主要由一些独特的物质合成，比如五彩石、水晶石、龙的眼珠、凤凰的尾羽等，主要都是为了让这些独特的物质来获取强大的魔力。两支不同的杖芯所释放出的力量将会产生碰撞而产生出不可思议的魔法效果（超自然现象）。
大部分魔杖都是笔直的，但也有例外。魔杖的末端可以是叉形或镶嵌一颗水晶。有时，魔杖的末端必须镶有各种魔法符号。很多情况下，魔杖的杆上雕刻有各种魔法咒语或魔符。不管长度和材质如何，在被视为圣物之前，任何魔杖都只是普通的木杖而已。

## 魔杖的尺寸
魔杖有长有短，短的魔杖类似于魔法棒，是在魔幻电影《哈利·波特》中常见到的那种魔杖。短的魔杖是为初级的魔法师而配备的，威力不及于长桿的魔杖，其用法与长桿魔杖都是一样的。
有些魔法书中规定魔杖长度必须等同于巫师的小臂，即从肘部至中指指尖，而其它魔法书中则规定魔杖长度必须为19英寸半，也有的说是21英寸。

## 魔杖的命名
每支魔杖都有它们的名字，它们的名字都是由自身的属性来决定的，比如虚构魔法故事所出现的接骨木魔杖、骨玉权杖、灵魂木杖、七星魔杖、星辰魔杖、雷光魔杖等等。

## 魔杖的贩卖
在魔法故事如《哈利波特》中，魔杖专卖店里都摆放着大批制作精良的魔杖，这些魔杖都放置在一个狭长的包装纸盒里，等待着能驾御自己力量的主人出现。

## 出现魔杖的虚构作品
- 哈利·波特
- 怪獸與牠們的產地
- 怪獸與葛林戴華德的罪行
- 热血传奇
- 末日危城
- 白雪公主
- 魔能
- 魔戒
- 藍精靈
- 零之使魔
- 轉生公主與天才千金的魔法革命
- 魔女之旅

### 著名例子

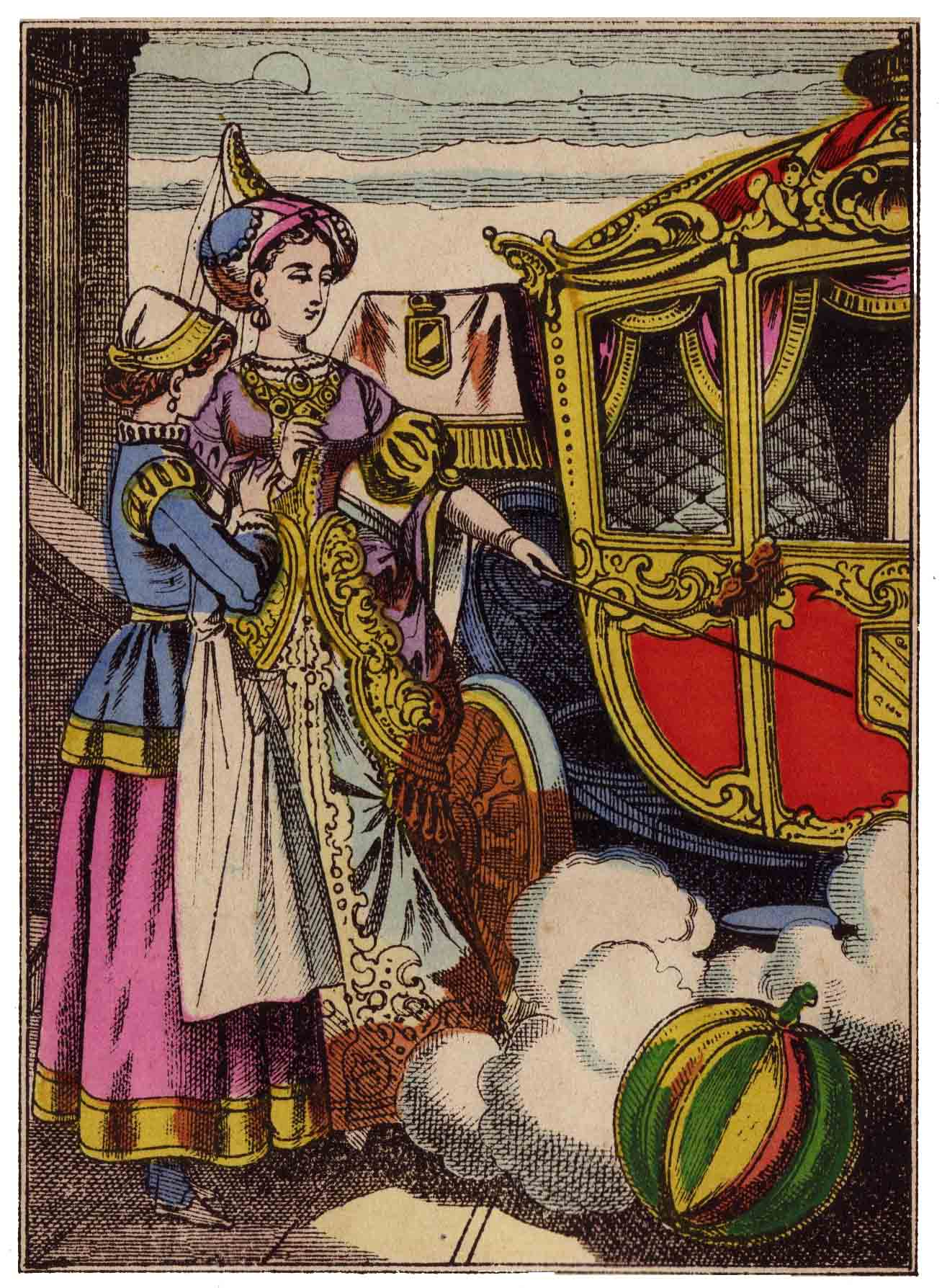
《灰姑娘》故事中仙女教母用魔杖將南瓜變成馬車。

在中世紀義大利童話故事中出現的仙女教母即手持著魔杖。
在C·S·路易斯的小說《獅子·女巫·魔衣櫥》中，白女巫賈迪絲以一根魔杖作為武器，可將人變成石頭。
在J·R·R·托爾金的名著《魔戒》及其衍生作品中，薩魯曼、甘道夫、瑞達加斯特等五位來到中土大陸的巫師每人皆擁有一根法杖，可用於照明或戰鬥等用途。
在羅琳的小說《哈利波特》及其衍生作品中，魔法世界的巫師普遍使用著魔杖。